# Мерілін Нейфвіль
Мерілін Фей Нейфвіль (англ. Marilyn Fay Neufville; 16 листопада 1952, Портленд, Ямайка) — ямайська легкоатлетка.
Чемпіонка (400 метрів) і бронзова призерка (естафета 4×400 метрів) Панамериканських ігор 1971 року.
Чемпіонка Ігор Співдружності 1970 року з бігу на 400 метрів.
Чемпіонка Ігор Центральної Америки і Карибського басейну 1971 року з бігу на 400 метрів.
Учасниця літніх Олімпійських ігор 1976 року.
Двічі, у 1970 та 1971 роках, визнавалась спортсменкою року на Ямайці.